# 巨济岛
巨濟島（：／ Geoje do */?），大韓民國東南部慶尚南道巨濟市的主島，面積383.44平方公里，是該國第二大島嶼。巨濟島的北面是鎮海灣，南面是朝鮮海峽，東面是韓國東海。過往島嶼依賴船隻與大陸連繫，現時與統營市由新巨濟大橋相連，与釜山由巨加跨海大桥相连，使交通得以大大改善。巨济岛上建有多个良港，造船业是岛上的经济支柱，韩国第二和第三大造船厂大宇造船和三星重工都位于巨济岛。

## 地理

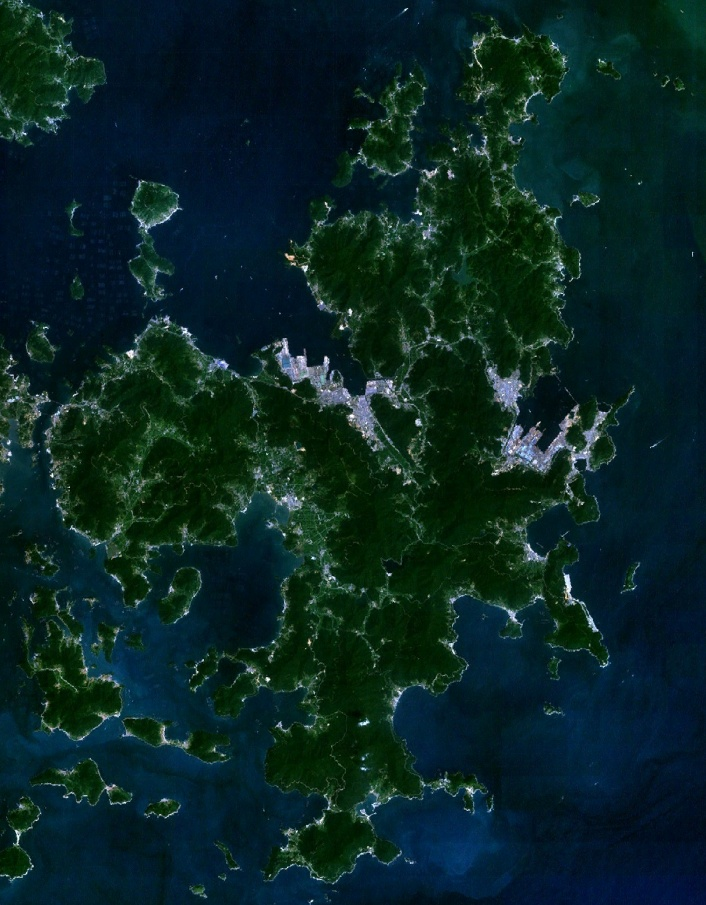
巨济岛卫星图

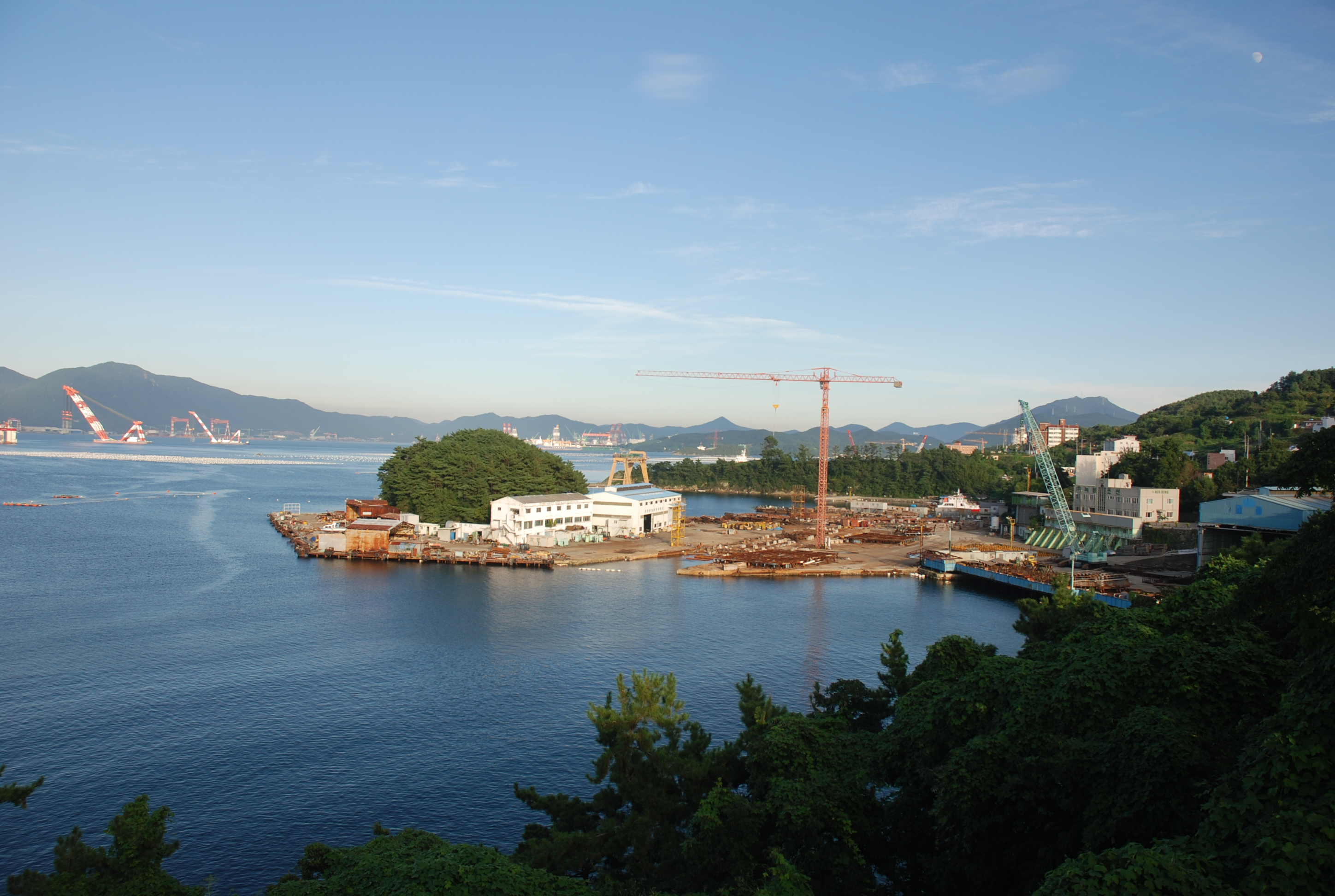
巨济岛

巨济岛总面积为383.44平方公里，是续济州岛之后的韩国第二大岛屿。巨济岛上非常多山，最高山峰有580米高。岛上的花岗岩储备非常丰富。巨济岛南部与南海郡的南海岛是韩国闲丽海上国立公园的一部分。

## 相關影視
- 2017年MBC《醫療船》，以此地做為故事背景之一。
- 2018年電影《搖擺男孩》以此地為故事背景之一

## 外部連結
- 巨濟島的照片